# All Time Best (中山美穂のアルバム)
『All Time Best』（オール・タイム・ベスト）は、中山美穂のベスト・アルバム。2020年12月23日にキングレコードより発売された (品番：KICS-3968〜70)。

## 概要
中山のデビュー35周年を記念してリリースされたCD3枚組のオールタイム・ベスト。シングル表題曲39曲が全て収録されている唯一のベストアルバムである。内容的には過去に発売された『COLLECTION』シリーズとほぼ同じだが、『COLLECTION II』からボーナストラックの「I can’t follow you」が省かれており、それと置き換わる形で2019年12月に発売されたオリジナル・アルバム『Neuf Neuf』から「君のこと」を追加した全40曲が収録されている。
初回限定盤には『VIRGIN FLIGHT '86 MIHO NAKAYAMA FIRST CONCERT』のHDリマスタリング版と「君のこと」のミュージック・ビデオを収録したBlu-rayが付属し、キングレコードのショッピングサイトから購入予約した人にはメーカー特典として、先着順・数量限定でポストカードが付属された。

## チャート成績
オリコン週間チャートでは29位を記録した。
2024年12月6日の逝去後、12月30日付オリコン週間チャートで24位となり、発売当初の最高位を更新した。また、Amazon音楽ランキング1位(12月7日付)、iTunesランキング1位(12月7日付)、Billboard JAPANダウンロード1位(12月13日付)など、各チャートで首位を獲得した。

## 収録曲

### Disc1
1. 「C」
  - 作詞：松本隆／作曲：筒美京平／編曲：萩田光雄
2. 生意気
  - 作詞：松本隆／作曲：筒美京平／編曲：船山基紀
3. BE-BOP-HIGHSCHOOL
  - 作詞：松本隆／作曲：筒美京平／編曲：萩田光雄
4. 色・ホワイトブレンド
  - 作詞・作曲：竹内まりや／編曲：清水信之
5. クローズ・アップ
  - 作詞：松本隆／作曲：財津和夫／編曲：大村雅朗
6. JINGI・愛してもらいます
  - 作詞：松本隆／作曲：小室哲哉／編曲：大村雅朗
7. ツイてるね ノッてるね
  - 作詞：松本隆／作曲：筒美京平／編曲：大村雅朗・船山基紀
8. WAKU WAKUさせて
  - 作詞：松本隆／作曲：筒美京平／編曲：船山基紀
9. 「派手!!!」
  - 作詞：松本隆／作曲：筒美京平／編曲：船山基紀
10. 50/50
  - 作詞：田口俊／作曲：小室哲哉／編曲：船山基紀
11. CATCH ME
  - 作詞・作曲・編曲：角松敏生
12. You're My Only Shinin' Star
  - 作詞・作曲・編曲：角松敏生／St.Arr.：大谷和夫／Brass Arr.：数原晋
13. 人魚姫 mermaid
  - 作詞：康珍化／作曲:：CINDY／編曲：ROD ANTOON
14. Witches
  - 作詞：康珍化／作曲：CINDY／編曲：鳥山雄司

### Disc2
1. ROSÉCOLOR
  - 作詞：康珍化／作曲：CINDY／編曲：鳥山雄司
2. Virgin Eyes
  - 作詞：吉元由美／作曲：杏里／編曲：小倉泰治
3. Midnight Taxi
  - 作詞・作曲：飛鳥涼／編曲：十川知司
4. セミスウィートの魔法
  - 作詞：松井五郎／作曲：CINDY／編曲：Rod Antoon／Chorus Arrange：CINDY
5. 女神たちの冒険
  - 作詞：松井五郎／作曲・編曲：斉藤英夫
6. 愛してるっていわない!
  - 作詞：安藤芳彦／作曲：羽場仁志／編曲：樫原伸彦
7. これからのI Love You
  - 作詞：松井五郎／作曲：崎谷健次郎／編曲：ATOM PROJECT／St.Arr.：崎谷健次郎
8. Rosa
  - 作詞：一咲／作曲：井上ヨシマサ／編曲：ATOM
9. 遠い街のどこかで…
  - 作詞：渡邉美佳／作曲・編曲：中崎英也
10. Mellow
  - 作詞：一咲／作曲・編曲：井上ヨシマサ
11. 世界中の誰よりきっと
  - 作詞：上杉昇・中山美穂／作曲：織田哲郎／編曲：葉山たけし

中山美穂＆WANDS名義
12. 幸せになるために
  - 作詞：岩里祐穂・中山美穂／作曲・編曲：日向敏文
13. あなたになら…
  - 作詞：中山美穂／作曲・編曲：久石譲

### Disc3
1. ただ泣きたくなるの
  - 作詞：国分友里恵・中山美穂／作曲・編曲：岩本正樹
2. Sea Paradise -OLの反乱-
  - 作詞：中山美穂／作曲：KNACK／編曲：ATOM
3. HERO
  - 作詞：M. Carey／日本語訳詞：中山美穂／作曲：M. Carey・W. Afanasieff／編曲：Robbie Buchanan
4. CHEERS FOR YOU
  - 作詞：小竹正人・中山美穂／作曲：久保田利伸／編曲：Camus Celi and Andres Levin for C-n-A Productions
5. Hurt to Heart〜痛みの行方〜
  - 作詞・作曲：横山敬子／編曲：Jerry Hey
6. Thinking about you〜あなたの夜を包みたい〜
  - 作詞：小竹正人／作曲：Maria／編曲：大谷和夫
7. True Romance
  - 作詞：小竹正人／作曲：井上ヨシマサ／編曲：溝口肇
8. 未来へのプレゼント
  - 作詞：岡本真夜・中山美穂／作曲：岡本真夜／編曲：十川知司

中山美穂 with MAYO名義
9. マーチカラー
  - 作詞：中山美穂・小竹正人／作曲：大滝裕子／編曲：竹下欣伸
10. LOVE CLOVER
  - 作詞：TAKURO・中山美穂／作曲・編曲：TAKURO
11. A Place Under the Sun
  - 作詞：中山美穂／作曲・編曲：井上ヨシマサ
12. Adore
  - 作詞：小竹正人／作曲：金澤信葉／編曲：嶋田陽一
13. 君のこと
  - 作詞：柴田隆浩・渡邉美佳／作曲：柴田隆浩／編曲：高田漣

22ndアルバム『Neuf Neuf』収録曲。

### Blu-ray (初回限定盤)
1. 『VIRGIN FLIGHT '86 MIHO NAKAYAMA FIRST CONCERT』HDリマスタリング版

1. 「C」
2. あいつ
3. HEART BREAK
4. 生意気
5. 放課後
6. あ・そ・び
7. ラストシーンに愛をこめて
8. モナリザ
9. 「U」
10. ときめきの季節
11. 色・ホワイトブレンド
12. BE-BOP-HIGHSCHOOL
13. 「C」(ENCORE)
14. BE-BOP-HIGHSCHOOL (ENCORE)

1. 「君のこと」ミュージック・ビデオ